# Edward Alexander Newell Arber

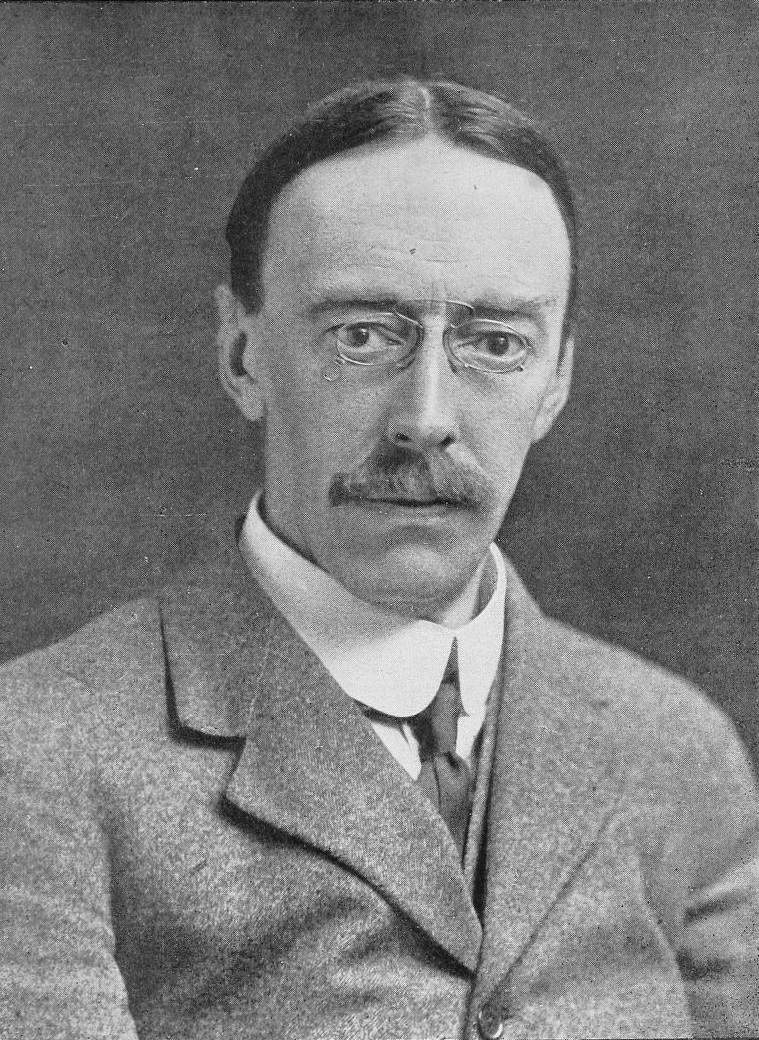
Edward Alexnder Newell Arber de óculos

 Edward Alexander Newell Arber  (1870 — 1918) foi um paleobotânico inglês.
Era filho do professor Edward Arber (1836-1912), especialista em literatura inglesa antiga.
Arber foi professor de paleobotânica na Universidade de Cambridge, onde conheceu e casou com sua aluna, Agnes Robertson (1879 -1960), botânica, em 5 de agosto de 1909, união da qual nasceu seu único filho, Muriel, em julho de 1912.